# باربرا كيمب
باربرا كيمب (بالألمانية: Barbara Kemp)‏ هي معلمة موسيقى ومغنية أوبرا ومغنية ألمانية، ولدت في 12 ديسمبر 1881 في كوشم في ألمانيا، وتوفيت في 17 أبريل 1959.

## وصلات خارجية
- باربرا كيمب على موقع مونزينجر (الألمانية)
- باربرا كيمب على موقع أول ميوزيك (الإنجليزية)
- باربرا كيمب على موقع ديسكوغز (الإنجليزية)